# Hankyu Kobe-lijn
De Hankyu Kobe-lijn  (神戸本線, Kōbe-honsen) is een spoorlijn tussen de steden Osaka en Kobe in Japan. De lijn maakt deel uit van het netwerk van het particuliere spoorbedrijf Hankyu in de regio Osaka-Kobe-Kioto.

## Geschiedenis
Het eerste gedeelte van de lijn werd geopend in 1910 door de Hanshin Kyūkō Railway Company (阪神急行電鉄株式会社 Hanshin Kyūkō Dentetsu Kabushiki Gaisha) tussen Umeda en Juso als onde deel van Takarazuka-lijn.
De sectie tussen Juso en Oji-Koen werd geopend en geëlektrificeerd met 600 V gelijkstroom in 1920, In 1926 werd de lijn dubbelsporig en in 1936 werd de lijn verlengd naar Kobe Sannomiya. In 1956 werd de stroom verhoogt naar 1500 V gelijkstroom.

## Treindiensten
- Tokkyū (特急, intercity)
- Tsūkin Tokkyū (通勤特急, intercity) rijdt alleen op werkdagen in de ochtend.
- Kyūkō (急行, intercity) rijdt alleen op werkdagen in de ochtend en elke nacht van Umeda naar Kobe-sannomiya of Nishinomiya-Kitaguchi, en in de vroege ochtend een trein van Kobe-sannomiya naar Umeda.
- Kaisoku Kyūkō (快速急行, intercity) rijdt alleen op werkdagen in de nacht van Umeda and Kosoku Kobe of Shinkaichi, en in de vroege ochtend van Shinkaichi naar Umeda.
- Tsūkin Kyūkō (通勤急行, sneltrein) rijdt alleen op werkdagen, in de ochtend Kobe-sannomiya naar Umeda, en in de avond van Umeda naar Kobe-sannomiya.
- Junkyū (準急, sneltrein) rijdt alleen op werkdagen in de ochtend tussen Umeda en Takarazuka via de Imazu-lijn.
- Futsu (普通, stoptrein) stopt op elk station.

## Stations
| Station                        | Japans   | Verbindingen | Wijk                  | Stad               | Prefectuur |
| ------------------------------ | -------- | --- | --------------------- | ------------------ | ---------- |
| Osaka Umeda                    | 梅田     | JR West: Osaka-ringlijn, Tokaido-lijn (station Osaka) en de Tozai-lijn (station Kita-Shinchi) Hankyu: Takarazuka-lijn, Kioto-lijn Hanshin: Hanshin-lijn Metro van Osaka: Tanimachi-lijn, Midosuji-lijn, Yotsubashi-lijn (station Tennoji) | Kita-ku 北区          | Osaka大阪市        | Osaka      |
| Nakatsu                        | 中津     | Hankyu: Takarazuka-lijn, Kioto-lijn | Kita-ku 北区          | Osaka大阪市        | Osaka      |
| Jūsō                           | 十三     | Hankyu: Takarazuka-lijn, Kioto-lijn | Yodogawa-ku 淀川区    | Osaka大阪市        | Osaka      |
| Kanzakigawa                    | 神崎川   | | Yodogawa-ku 淀川区    | Osaka大阪市        | Osaka      |
| Sonoda                         | 園田     | | Amagasaki 尼崎市      | Amagasaki 尼崎市   | Hyogo      |
| Tsukaguchi                     | 塚口     | Hankyu: Itami-lijn | Amagasaki 尼崎市      | Amagasaki 尼崎市   | Hyogo      |
| Mukonosō                       | 武庫之荘 | | Amagasaki 尼崎市      | Amagasaki 尼崎市   | Hyogo      |
| Nishinomiya-Kitaguchi          | 西宮北口 | Hankyu: Imazu-lijn | Nishinomiya 西宮市    | Nishinomiya 西宮市 | Hyogo      |
| Shukugawa                      | 夙川     | Hankyu: Koyo-lijn | Nishinomiya 西宮市    | Nishinomiya 西宮市 | Hyogo      |
| Ashiyagawa                     | 芦屋川   | | Ashiya 芦屋市         | Ashiya 芦屋市      | Hyogo      |
| Okamoto                        | 岡本     | | Higashinada-ku 東灘区 | Kobe 神戸市        | Hyogo      |
| Mikage                         | 御影     | | Higashinada-ku 東灘区 | Kobe 神戸市        | Hyogo      |
| Rokko                          | 六甲     | | Nada-ku 灘区          | Kobe 神戸市        | Hyogo      |
| Oji-Koen                       | 王子公園 | | Nada-ku 灘区          | Kobe 神戸市        | Hyogo      |
| Kasuganomichi                  | 春日野道 | | Chūō-ku 中央区        | Kobe 神戸市        | Hyogo      |
| Kobe-Sannomiya                 | 神戸三宮 | JR West: Tokaido-lijn/Kobe-lijn Hanshin: Hanshin-lijn Metro van Kobe: Seishin-Yamate-lijn Kobe New Transit: Port-Liner | Chūō-ku 中央区        | Kobe 神戸市        | Hyogo      |
| Kobe Kosoku-lijn（神戸高速線） |          | |                       |                    |            |
| Hanakuma                       | 花隈     | | Chūō-ku 中央区        | Kobe 神戸市        | Hyogo      |
| Kōsoku Kōbe                    | 高速神戸 | Hanshin: Hanshin-lijn | Chūō-ku 中央区        | Kobe 神戸市        | Hyogo      |
| Shinkaichi                     | 新開地   | Shintetsu: Arima-lijn, Sanda-lijn, Ao-lijn | Hyōgo-ku 兵庫区       | Kobe 神戸市        | Hyogo      |